# Ходасевич Владислав Феліціанович
Владислав Феліціанович Ходасевич (нар. 16 (28) травня 1886, Москва — пом. 14 червня 1939, Париж) — російський поет. Виступав також як критик, мемуарист і історик літератури, пушкініст.

## Біографія

### Походження
Батько поета, Феліціан Іванович (1834—1911), походив із збіднілої польської дворянської сім'ї Масла-Ходасевичів (іноді Ходасевич називав свого батька «литвином»), навчався в Академії мистецтв.
Спроби молодого Феліціана стати художником не вдалися, і він став фотографом, працював в Тулі і Москві, зокрема, фотографував Льва Толстого, і, нарешті, відкрив у Москві магазин фотографічного приладдя. Життєвий шлях батька точно викладено у вірші Ходасевича «Дактилі».

Мати поета, Софія Яківна (1846—1911), була дочкою відомого єврейського літератора Якова Олександровича Брафмана (1824—1879), який згодом перейшов у православ'я (1858) і присвятив своє подальше життя т. з. «реформі єврейського побуту» з християнських позицій. Незважаючи на це Софія Яківна була віддана в польську родину і виховувалася ревною католичкою. В католицтво був хрещений і сам Ходасевич.

Старший брат поета, Михайло Феліціанович (1865—1925), став відомим адвокатом, його дочка, художниця Валентина Ходасевич (1894—1970), зокрема, написала портрет свого дядька Владислава. Поет жив у будинку брата під час навчання в університеті і в подальшому, аж до від'їзду з Росії, підтримував з ним теплі стосунки.

### Освіта
Поет закінчив 3-ю московську гімназію і потім, в 1904 році, вступив у Московський університет на юридичний факультет, однак восени наступного року перейшов на історико-філологічний, де навчався з перервами до весни 1910 року. Тоді ж відвідував московський літературний гурток, де виступали з читанням віршів і доповідей В. Брюсов, А. Білий, К.Бальмонт, Вяч. Іванов. Зустріч з символістами, літературними кумирами покоління, змінила життя Ходасевича. Вже в юності відчувши покликання поета, університету Ходасевич не закінчив. У 1905 році він одружився з Мариною Ерастівною Риндіною. Шлюб був нещасливим — вже в кінці 1907 року вони розлучилися.

## Початок творчості

### Перші роки
До 1906 відноситься початок систематичної діяльності Ходасевича-критика. Як літератор дебютував у 1907 книгою віршів «Молодість», яку згодом вважав вкрай незрілою. Свій другий збірник «Щасливий будиночок» (1914) Ходасевич оцінював більш поблажливо. За шість років, що минули від написання «Молодості» до «Щасливого будиночка», Ходасевич став професійним літератором, які заробляють на життя перекладами, рецензіями і фейлетонами.

Ходасевич сам надавав особливого значення тому факту, що «запізнився» до розквіту символізму, тоді як естетика акмеїзму залишилася йому далекою, а футуризм був рішуче неприйнятний. Тим не менш на ранню творчість Ходасевича має великий вплив творчість В. Брюсова, який, не визнавав поетичних осяянь і вважав, що поетичне натхнення має жорстко контролюватися знанням таємниць ремесла.

### Революція
У роки першої світової війни Ходасевич отримує «білий квиток» за станом здоров'я і співпрацює в «Російських відомостях», «Ранку Росії», а в 1917 році — у «Новому житті». Через туберкульоз хребта літо 1916 і 1917 років він провів у Коктебелі, у поета Максиміліана Волошина.
Ходасевич з захопленням прийняв Лютневу революцію і погодився співпрацювати з більшовиками після Жовтневої революції, але швидко прийшов до висновку, що «при більшовиках літературна діяльність неможлива», і вирішив «писати хіба лише для себе». У 1918 році разом з Л. Яффе він видав книгу «Єврейська антологія. Збірник молодої єврейської поезії»; працював секретарем третейського суду. В 1918-19 роках служив у репертуарній секції театрального відділу Наркомосвіти. Ходасевич брав участь в організації книжкової крамниці на паях (1918-19), де відомі письменники (Осоргин, Муратов, Зайців, Б. Грифцов та ін) особисто чергували за прилавком.
У перші післяреволюційні роки Ходасевич вів заняття з молодими літераторами, що входили в московський Пролеткульт, у 1918-20 завідував московським відділенням організованого М. Горьким видавництва «Всесвітня література». На початку 1921 переїхав до Петрограда, отримавши житло в «Будинку мистецтв», який став свого роду комуною для вчених і письменників, які залишилися в північній столиці. Там відбулося знайомство з Н.Берберовою, його дружиною (брак 1921—1932) і супутницею у перше емігрантське десятиліття, що почалося з від'їзду в Ригу по відрядженню, підписаному А. В. Луначарським.
В 1920 році вийшла третя книга віршів Ходасевича «Шляхом зерна».

## Еміграція
22 червня 1922 року Ходасевич з Н.Берберовою їдуть через Ригу в Берлін. Тоді ж, в Петербурзі та Берліні, виходить четверта книга віршів Ходасевича «Важка ліра».

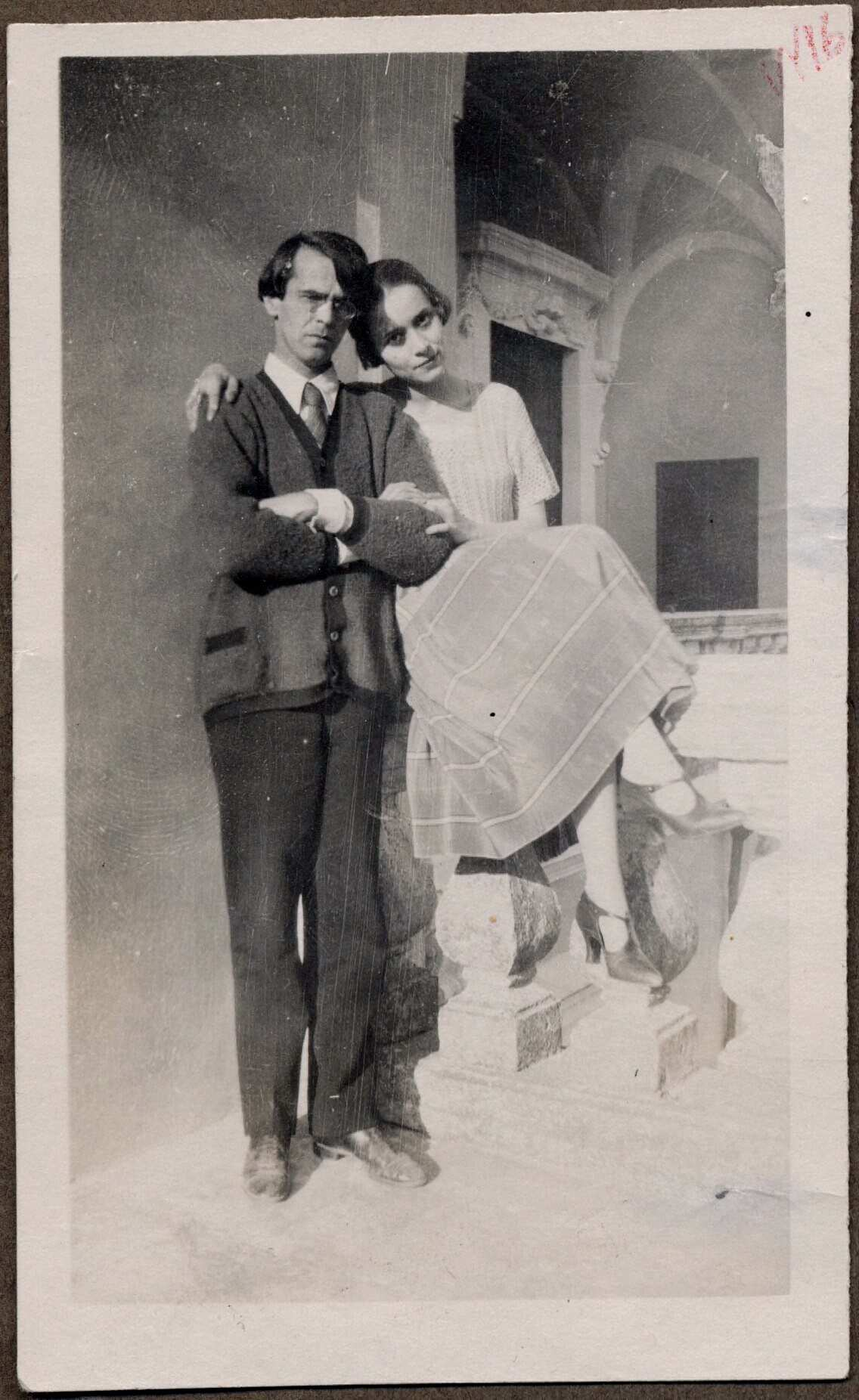
Владислав Ходасевич та Ніна Берберова в Соренто 1924 рік

У 1922-1923 роках, живучи в Берліні, Ходасевич багато спілкувався з Андрієм Бєлим, у 1922-1925 роках (з перервами) жив у родині Горького, якого високо цінував як особистість (а не як письменника), визнавав його авторитет, вбачав у ньому гаранта гіпотетичного повернення на батьківщину, але знав і слабкі властивості характеру Горького, з яких найбільш уразливим вважав «вкрай заплутане ставлення до правди і брехні, яке позначилося дуже рано і зробило рішучий вплив на його творчість, так і на всю його життя». В цей же час Ходасевич і Горький заснували (за участю В. Шкловського) журнал «Бесіда» (вийшло шість номерів), де друкувалися радянські автори.
У березні 1925 року радянське посольство в Римі відмовило Ходасевичу в продовженні паспорта, запропонувавши повернутися до Москви. Але Ходасевич і Берберова розуміли, що повернення в СРСР неможливо, так як Ходасевич опублікував у кількох виданнях фейлетони про радянську літературу і статті про діяльність ГПУ за кордоном, після чого радянська преса звинуватила поета у «білогвардейщині». Він вирішив не повертатися на батьківщину, остаточно ставши емігрантом.
У 1925 році Ходасевич і Берберова переїхали до Парижа. Поет друкувався в газетах «Дні» і «Останні новини». З лютого1927 року до кінця життя очолював літературний відділ газети «Відродження». У тому ж році випустив збірку віршів «Європейська ніч». Після цього Ходасевич практично перестав писати вірші, приділяючи увагу критиці, і незабаром став провідним критиком літератури російського зарубіжжя. Як критик вів полеміку з Р. Івановим і Р. Адамовичем, зокрема, про завдання літератури еміграції, про призначення поезії і її кризу. Писав огляди (разом з Н. Берберовою) радянської літератури (за підписом «Гулівер»), підтримував поетичну групу «Перехрестя», високо відгукувався про творчість В. Набокова, який став його другом.
З 1928року Ходасевич працював над мемуарами. Написав біографічну книгу «Державін», але намір написати біографію Пушкіна Ходасевич залишив через погіршення здоров'я («Тепер і на цьому, як і на віршах, я поставив хрест. Тепер у мене немає нічого», — писав він 19 липня 1932 року Берберовій, з якою вони розлучилися в квітні того ж року). У 1933 році він одружився з Ольгою Марголіною (1890—1942).
Положення Ходасевича в еміграції було важким, жив він відокремлено. За кілька тижнів до смерті Ходасевича вийшла його книга спогадів Некрополь (1939), для якої їм змінені і доповнені мемуарні нариси про яскравих особистостей Срібного століття (В. Брюсова, близького друга молодих років поета Муні, О. Блока, М. Горького, А. Бєлого, Л. Гумільова, М. Гершензона та ін), які з'являлися в періодиці з 1925. Намагаючись не торкатися політики, автор показав епоху, коли «жили в несамовитому напруженні, у вічному порушення, загостреності, у лихоманці», і створив точний портрет часу, постав заплутаним «у загальну мережу кохань і ненавистей, особистих і літературних». Помер Владислав Ходасевич 14 червня 1939року в Парижі, після операції. Похований в передмісті Парижа на кладовищі Булонь-Біянкур.